# Claustrophobia (jeu)
Pour les articles homonymes, voir Claustrophobia.
Claustrophobia est un jeu de société français pour deux joueurs créé par Croc et sorti en 2009.

## Histoire
Produit et diffusé en France par Asmodée, il est inspiré de l'univers de Hell Dorado. L'auteur avoue avoir fait le jeu en hommage à Space Hulk.

## Univers
L'univers du jeu se passe en 1634. La guerre de l'époque entre les différentes peuplades d'humains crée un portail vers les enfers, et les Occidentaux ne tardent pas à vite se dire qu'envahir les enfers eux-mêmes pour y piller les ressources serait un grand bien pour l'église. Ils construisent donc la nouvelle Jérusalem au-dessus de ce portail, elle-même construite déjà au-dessus d'une ancienne fondation dont les troglodytes étaient les déchus ouvriers. Poussés par les démons, ils remontent les couloirs refouler l'invasion humaine. Ainsi se déroule l'action de Claustrophobia, dans les galeries souterraines de la nouvelle Jérusalem, en pleine uchronie.

## Système de jeu
C'est un jeu de survie tactique. Chaque joueur choisit un camp : d'un côté, les humains en faible nombre mais puissants et de l'autre, une troupe presque infinie de troglodytes menée par un démon de combat. Les joueurs choisissent un scénario en début de partie, qui détermine l'objectif de chaque camp (généralement un objectif différent pour les humains, et le joueur démon doit l'en empêcher). Chaque scénario est différent et apporte son lot de modification à chaque équipe, ce qui permet de diversifier l'approche du jeu et des tactiques de chaque joueur. Divers scénarios supplémentaires sont disponibles. 

### Le joueur humain
Le joueur humain aura souvent un frère rédempteur, un puissant guerrier polyvalent avec des dons magiques, 1 ou 2 spadassins, des guerriers rapides qui seront l'épine dans le pied du joueur démon grâce à leur capacité d'évasion, et 1 ou 2 brutes, des gros costauds mais lents, capables de tenir l'ennemi et prendre les dégâts des autres sur eux-mêmes, pour un total de 4 humains (sur 5 dans la boîte).

### Le joueur démon
De l'autre côté, le joueur démon aura une fiche de démon qui déterminera la puissance de ses troupes, des vagues incessantes de troglodytes pour ce scénario ainsi que ses compétences, et il pourra faire venir en jeu 2 démons mais jamais en même temps, différent à chaque scénario.

### Tour de jeu
À chaque début de tour, lors de la phase d'initiative, le joueur humain lance un dé pour chaque humain en vie. Puis il affecte un dé à chaque humain en le glissant dans le pupitre afin de déterminer les caractéristiques du tour. Parfois le frère pourra lancer un don si le chiffre du dé affecté correspond à celui du don. À chaque fois qu'un humain prend un dégât, il place un pion dégât en face de l'une des 6 lignes d'action de son personnage. Cette ligne est inaccessible et s'il affecte un dé à cette ligne, le personnage est épuisé et ne peut donc pas jouer. Si toutes les lignes sont remplies, ce personnage est éliminé.
De son côté, le joueur démon lance 3 dès lors de sa phase de menace et affecte ensuite ses dés sur sa planche de démon, constituée de deux grandes catégories : à gauche, les pair et/ou impair, de l'autre les chiffres fixes, pour un total de 10 emplacements. Certaines capacités peuvent être utilisées plusieurs fois par tour, d'autres une seule. Puis les tours recommencent jusqu'à la victoire d'un camp.
Chaque camp peut disposer de cartes qui interagissent sur les événements. Cela peut être des équipements humains, des dons démoniaques, des dons humains, ou des événements divers.

## Matériel
La boîte neuve et non ouverte pèse 2.6 kg. Elle est constituée de figurines pré-peintes. Elles sont au nombre total de 17 : 5 humains constitués 2 spadassins, 2 brutes et 1 frère rédempteur, 11 troglodytes et 1 démon. La boîte contient aussi 36 tuiles massives et solides permettant de créer les souterrains, 20 jetons menace, 1 jeton courage, 1 jeton sanctifié, 25 pions dégâts, 12 dés 6 faces, 1 dé 10 faces, 10 jetons blessures, 6 cartes dons, 6 cartes objets, 16 cartes événements et une planche de destinée pour les démons. L'auteur du jeu a voulu que le jeu soit "une boîte à outils" afin que chacun puisse se l'approprier en créant son propre scénario et qu'il ait une meilleure durée de vie.

## Réception
Le jeu a reçu un excellent accueil auprès du public français[réf. nécessaire], notamment sur le site Tric Trac, site appartenant en partie à Asmodée. Apprécié pour sa mécanique intuitive et simple, il est destiné à un public large, allant de l'occasionnel au joueur chevronné. Cependant, malgré son très bon classement sur BoardGameGeek, le jeu n'a pas connu le même succès aux États-Unis.[réf. nécessaire]

## Suivi
Une explication des règles en vidéo est disponible sur le site DailyMotion.
De plus, de nombreux scénarios, notamment de joueurs mais aussi du créateur du jeu Croc, ont été diffusés sur le blog officiel.

## Extensions

### De profundis
Cette extension apporte deux figurines pour chaque camp avec leur mécaniques de jeu, 10 tuiles, 6 nouveaux dons, 18 nouvelles carte d'évènements, 6 nouvelles cartes avantages, des jetons, 6 nouvelles cartes objets et 12 scénarios. 
Les sicarias, d'anciens modèles de Hell Dorado recyclés pour l'occasion, sont différentes l'une de l'autre. Elles peuvent avoir des compétences, des sortes de dons durable mais personnels. Quant aux molosses enragés, il faut leur allouer un dé de destin afin de déterminer leur statistique pour le tour, au risque de les voir ne pas agir sans ce dé.

### Furor Sanguinis
Cette extension inclut un troisième camp dans les souterrains sous la forme d’une imposante figurine, le squamate Kartikeya et six scénarios spécifiques permettant pour certains de jouer à 3.
La boîte de jeu contient 1 figurine de Kartikeya, 1 planche de squamate, 5 dés squamate, 1 livret de règles et de scénarios, 13 jetons de blessure, 16 jetons de destinée funeste, 10 jetons d’événement, 3 jetons nid de troglodytes, 7 tuiles de squamate.